# Taipidon marquesana
Taipidon marquesana foi uma espécie de gastrópodes da família Charopidae.
Foi endémica da Polinésia Francesa.